# 异瓣郁金香
异瓣郁金香（学名：Tulipa heteropetala）为百合科郁金香属的植物。分布于西西伯利亚和中亚地区以及中国大陆的东北、内蒙古、新疆等地，生长于海拔1,200米至2,400米的地区，多生长在灌丛下，目前尚未由人工引种栽培。